# Guo Yingguang
Guo Yingguang (chinois : 郭盈光 ; pinyin : guō yíngguāng), également écrit Yingguang Guo en Europe[réf. nécessaire], est une artiste photographe chinoise. Ses créations traitent de problèmes sociaux de la Chine contemporaine : Femmes à marier, mariages arrangés et pseudo-intimité entre maris et épouses victimes de tels mariages.
En 2017, Yingguang Guo est nommée au Discovery Award du Festival International de Photographie Jimei x Arles. Elle est la première lauréate du prix Women Photographers de Madame Figaro en 2017.

## Biographie
Yingguang Guo est née en 1983 dans la province du Liaoning, au Nord-Est de la Chine, elle déménage à Pékin après l'école élémentaire avec ses parents.
À partir de 2007 elle étudie la photographie à l'université de communication de Chine, à Pékin. Elle travaille ensuite comme reporter photographe pour différents groupes de médias tels que l'agence Reuters, China Daily ou Global Times. Durant ces années, elle photographie beaucoup de scènes de rue, tant dans le cadre de son travail qu'en dehors. Cette expérience l'amène à s'intéresser à différents problèmes sociaux de la Chine contemporaine. Sa confrontation au Marché du mariage de Shanghai, qui prend place dans le Parc du peuple de Shanghai l'amène notamment à s'intéresser à la question des mariages arrangés, questionnement qu'elle développe au fil des ans dans différents projets.
En 2016 elle s'écarte de la photographie de reportage pour s'orienter vers une recherche plus artistique de la photographie en reprenant ses études à la London College of Communication, University of the Arts.

## Projets artistiques majeurs

### Peek of City
Peek of City est une série de photographies urbaines mêlant photographies de  toits, murs, escaliers, fenêtres, stores et textures. Elle fait le lien entre ces éléments à travers les espaces, couleurs, formes et textures de la peinture.

### The Happiness of Obedience
Ce projet débute lorsqu'elle découvre le Marché du Mariage à Shanghai. En 2015, à l’âge de 34 ans, elle décide de créer une performance artistique où elle se met en scène, avec une annonce afin de se promouvoir et trouver un compagnon, tout en filmant les réactions des gens. Elle prend également un certain nombre de photos et créer ainsi son projet The Happiness of Obedience : une série de photos et vidéos, témoignant des réactions des gens face à sa performance.

### The Bliss of Conformity
Le projet The Bliss of Conformity est un projet d’exposition mêlant différents supports : des éléments vidéos, des photographies ainsi qu’un livre créé dans le cadre de l’exposition. Guo combine la photographie documentaire et la création artistique afin d'essayer de faire prendre conscience de la situation actuelle en Chine. Guo Yingguang développe l'idée de son précédent projet The Happiness of Obedience. Elle continue à explorer les mariages arrangés en Chine et la distance émotionnelle qui résulte de ceux-ci. En plus de photographier des scènes quotidiennes et des détails d'annonces personnelles, Guo utilise des techniques de photogravure pour créer une série d'images abstraites qui révèlent les turbulences des mariages arrangés apparemment calme.
Pour ce projet Yingguang Guo est inspirée par deux féministes : Adrian Piper et la psychanalyste et philosophe française Luce Irigaray. Elle s’inspire également du Japonais Daido Moriyama, grand maître de la photographie de rue, et particulièrement de ses photographies très contrastées en noir et blanc durant les années 1960-1970.
Yingguang Guo a été nommée pour The Bliss of Conformity au Discovery Award du Festival international de la photo Jimei x Arles 2017, dans le cadre de ce festival elle remporte le prix Women Photographers de Madame Figaro.
Grâce à cette recompense, son projet The Bliss of Conformity a été exposé aux Rencontres d’Arles en 2018, et a été publié en livre par La Maison de Z.

## Expositions
- 2013 : The Way, Himalayas Museum Shanghai
- 2016 : Irrelationship. Exposition des projets d'étudiants MA photography. London College of Communication. University of the Arts Londres, Royaume-Uni.
- 2016 : Wind, London photo gallery, exposition collective, Londres, Angleterre (Royaume-Uni).
- 2016 : Three Fold, Ugly Duck London College of Communication MA photography
- 2017 : Three Fold, Builtifou Gallery, Hangzhou, Zhejiang, Chine
- 2017 : Ningbo International Photography Week, Ningbo, Zhejiang, Chine
- 2017 : The Bliss of Conformity, Photobook Unseen Amsterdam 2017, Amsterdam
- 2017 : Unique Gender (Genre unique)[9], Paris, France
- 2017 : Jimei x Arles International Photo Festival, Xiamen, Chine
- 2018 : Arles Les Rencontres de la photographie, Arles, France

## Nominations et récompenses
- 2017 : Lauréate du prix Women Photographers de Madame Figaro[1]
- 2017 : The Bliss of Conformity nommé au Discovery Award du Festival international de photo Jimei x Arles[5]